# نيكولاس مارتينيتي
نيكولاس مارتينيتي (بالفرنسية: Nicolas Martinetti)‏ (1 يناير 1989 بأجاكسيو في فرنسا - ) هو لاعب كرة قدم فرنسي في مركز الوسط. لعب مع نادي باستيا ونادي جازيليك أجاكسيو وFCA Calvi ‏.

## وصلات خارجية
- نيكولاس مارتينيتي على موقع قاعدة بيانات كرة القدم.إي يو (الإنجليزية)